# Három prelűd (Gershwin)
A Három prelűd (Three Preludes) George Gershwin három rövid, szólózongorára írt kompozíciója, melyeknek bemutatója a New York-i Roosevelt Hotelben volt 1926. december 4-én a szerző előadásában. A három kis karakterdarab a 20. század eleji, a jazz hatása alatt született amerikai klasszikus zene jellegzetes példája.
Gershwin eredetileg 24 prelűdöt - The Melting Pot (Olvasztótégely) névvel – tervezett megírni, ezek száma a kéziratokban azonban hétre csökkent, majd hatra a nyilvános előadásokon, és végül az 1927-ben Prelűdök zongorára címmel, a New World Music Corporation által kiadott kottában már csak három prelűd állt. Ezek az egyedüli szólózongorára írt és még életében közreadott darabjai. Az 1926-os első előadáson, a neves perui operaénekesnővel, Marguerite d'Alvarezzel közösen adott koncerten ugyanakkor még legalább két prelűd is elhangzott, ezeket a kiadásban nem megjelentetett  prelűdöket átírta hegedűre és zongorára, majd ezeket Short Story címmel adták ki. A további két prelűdből az egyiket – G-dúr prelűd – a kiadó félre tette, mivel az eléggé hasonló volt a szerző  F-dúr zongoraversenyének egyik témájára, a másik esetében nem ismert, hogy milyen okból nem adták ki.
Gershwin a kompozíciókat Bill Daly-nek, a szerző barátjának dedikálta.

## 1.Allegro ben ritmato e deciso
Az első prelűd B-dúrban van, öt hangjegyű lassú blues motívummal indul, majd a darab melodikus anyaga végig erre a motívumra épül, az első pár hang után hirtelen megjelenik a gyors, erősen szinkópás brazil baiano táncritmus és végig ebben lüktet tovább a mű. A kisszeptimek rendszeres felbukkanása jazzes hangulatot kelt. Formáját tekintve háromtagú, akár fantáziának is tekinthető a virtuóz technikák beépítésével, oktávfutamokkal színezve.

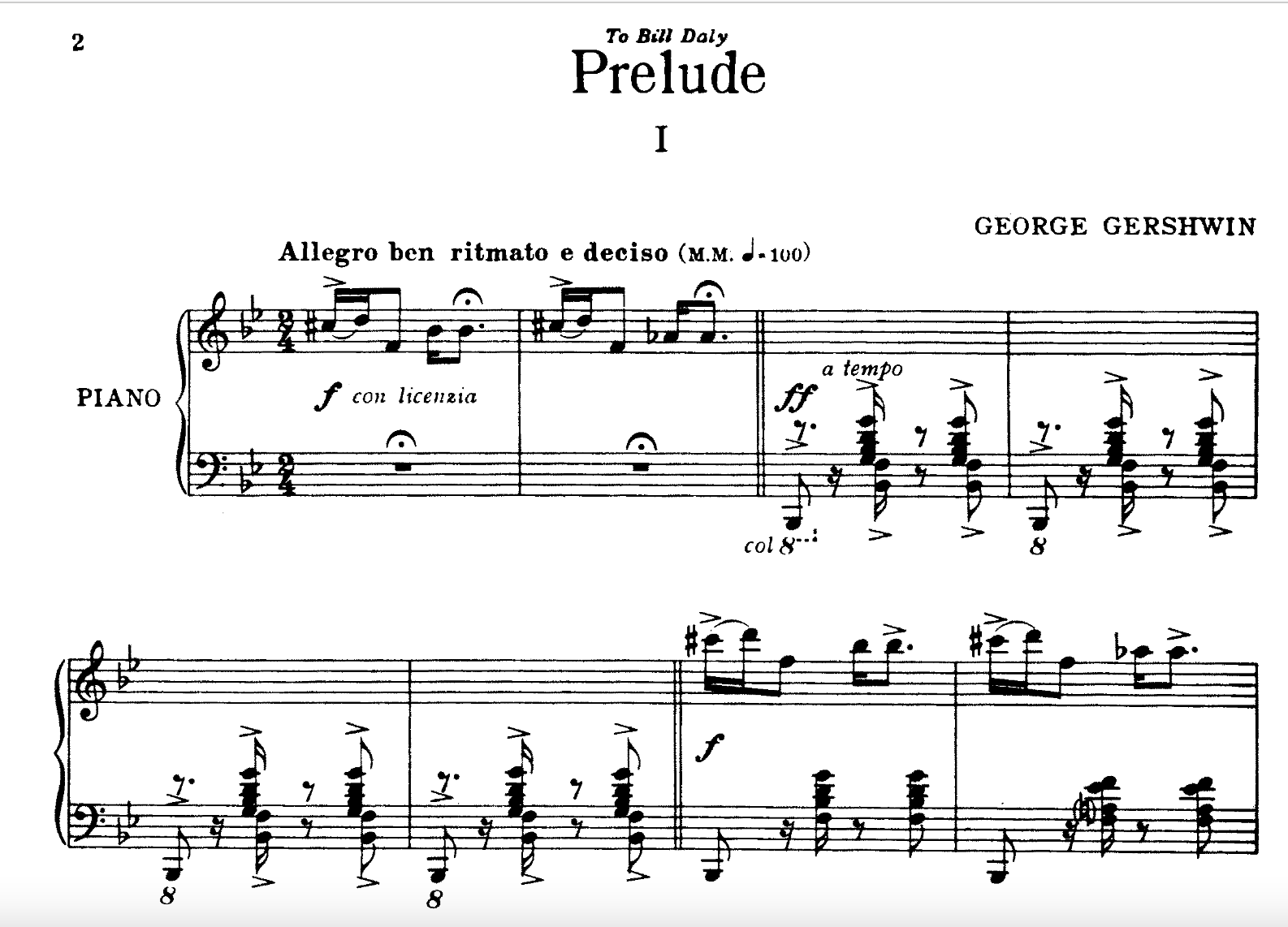
Az első prelűd nyitó taktusai

## 2.Andante con moto
A második prelűd cisz-mollban szól, szintén jellemzően jazz hangvételű. Lassú, sejtelmes basszus és akkordmozgások fölött átívelő dallam szól. A megszólaló hármashangzatok, ill. szeptimekkel kiegészített akkordok a dúr és a moll tonalitást végig vegyítik. A második részben a hangnem, a tempó, a tematikus anyag is megváltozik, majd a zárórészben a nyitó dallam tér vissza. Gershwin a darabot egyféle „jazz altatódalnak” nevezte. 

## 3.Agitato(a kéziratban így jelölve, a kiadásban már nem)
Gershwin ezt a harmadik, Esz-dúr prelűdöt spanyolnak nevezte, habár a mai hallgató számára ez különös. Egy rövid hatásos bevezető után a főtéma tárul fel, ezt két kérdés-felelet párosba állítva. A kérdés témája esz-moll akkordokkal kísérve, a válaszé Esz-dúr akkordokkal. Egy rövid szinkópás középrész után a kérdés-felelt téma tér vissza, a záró hang Esz-dúrban szólal meg.

## Média
- Gershwin: Three Preludes for piano

## További információ
3 Preludes (Gershwin, George)